# Szkoła tysiąclecia

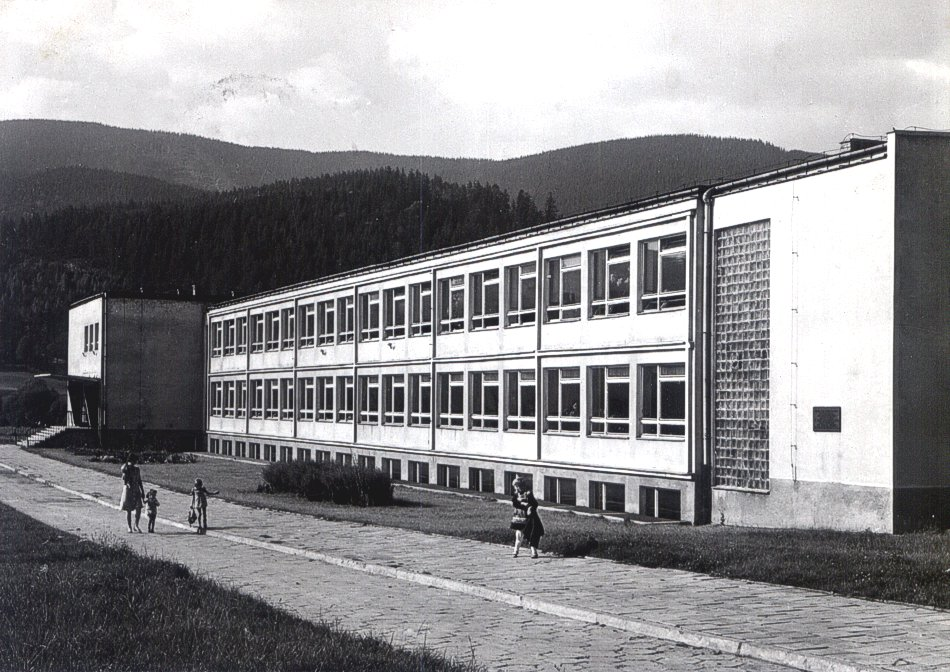
Szkoła tysiąclecia w Węgierskiej Górce (Szkoła Podstawowa im. Obrońców Węgierskiej Górki), typowy, skromny projekt powielany w całym kraju (1961)

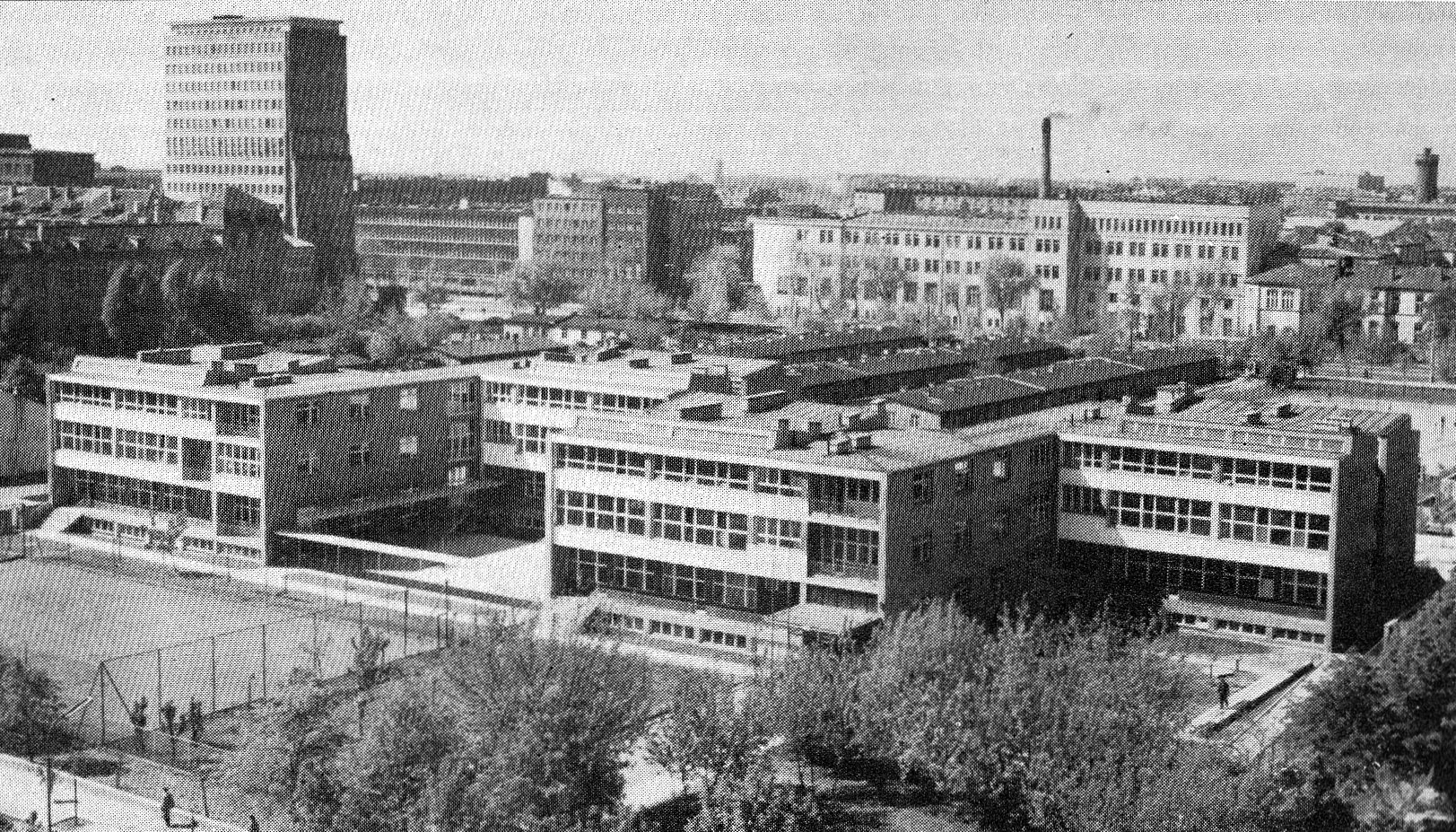
Szkoła tysiąclecia w Warszawie (IX Liceum Ogólnokształcące i Szkoła Podstawowa nr 171 przy ulicy Emilii Plater (1961)Zda. Nietypowy projekt architektoniczny

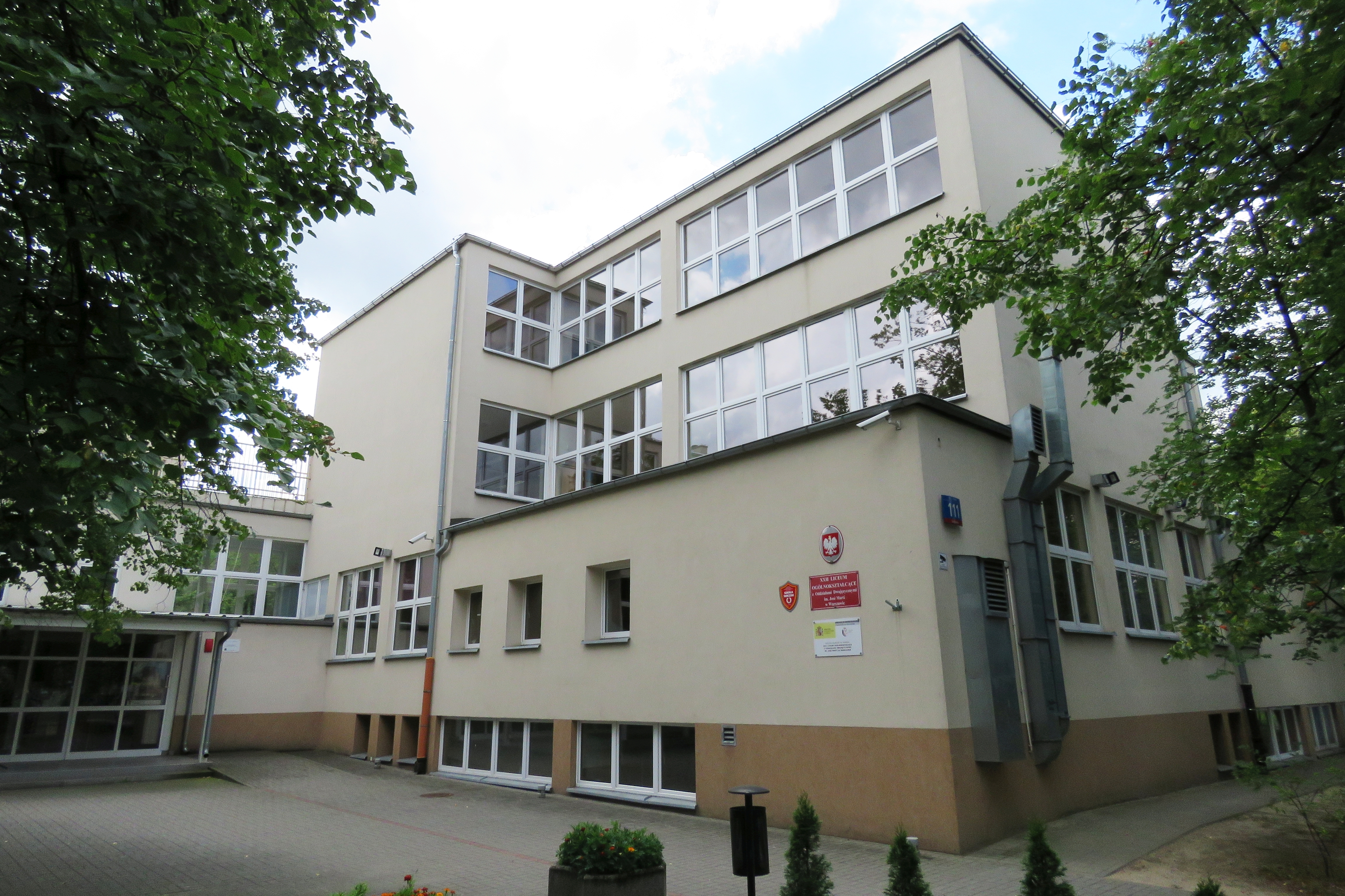
Szkoła tysiąclecia w Warszawie, pierwotnie szkoła podstawowa, aktualnie XXII Liceum Ogólnokształcące im. Jose Marti przy ulicy Leopolda Staffa 111 w Warszawie, autorstwa Jana Zdanowicza (1961). Nietypowy projekt architektoniczny

Szkoła tysiąclecia, właśc. szkoła-pomnik Tysiąclecia Państwa Polskiego, pot. tysiąclatka – szkoła wzniesiona w ramach programu oświatowego, realizowanego w czasie jubileuszu Tysiąclecia Państwa Polskiego (1966); budowę szkół sfinansowano ze środków pochodzących z budżetu państwa oraz funduszy społecznych.
Jednym z celów oświatowej polityki społecznej Polskiej Rzeczypospolitej Ludowej (PRL) było upowszechnienie oświaty oraz jej demokratyzacja pod względem organizacyjnym i programowym. PRL borykała się z klasowym dziedzictwem II Rzeczypospolitej (np. w roku szkolnym 1921/22 nauką w szkole podstawowej objętych było tylko 66,2% dzieci) oraz skutkami II wojny światowej (zniszczeniu uległo wówczas ponad 60% majątku trwałego szkół powszechnych i średnich). W celu realizacji programu oświatowego 29 listopada 1958 z inicjatywy Ogólnopolskiego Komitetu Frontu Jedności Narodu utworzono Społeczny Fundusz Budowy Szkół Tysiąclecia (SFBST), którego budżet w latach 1959–1965 wyniósł 8,6 mld zł. W 1966 SFBST został przekształcony w Społeczny Fundusz Budowy Szkół i Internatów (SFBSiI), którego budżet w latach 1966–1972 wyniósł 15,1 mld zł. Łącznie z budżetu państwa oraz funduszy społecznych SFBST i SFBSiI wybudowano wówczas 1423 nowe szkoły stanowiące utylitarny pomnik tysiąclecia polskiego państwa.

## Historia
W związku z potrzebami szkolnictwa, wynikającymi z wchodzenia w wiek szkolny wyżu demograficznego lat 50. XX w., masowo budowano w Polsce w latach 60. budynki oświatowe, głównie szkoły podstawowe. W sytuacji ogromnego przeludnienia izb lekcyjnych (w 1961 r. na jedną izbę lekcyjną przypadało prawie 74 uczniów) wybudowanie nowych placówek oświatowych stało się koniecznością.
Nazwę szkół „tysiąclecia” (w języku potocznym nazywanych „tysiąclatkami”) powiązano z obchodzonymi oficjalnie uroczystościami 1000-lecia Państwa Polskiego, przypadającymi na 1966 rok. Hasło budowy „tysiąca szkół na Tysiąclecie Państwa Polskiego” rzucił Władysław Gomułka 24 września 1958 roku.

Pierwszą szkołą-pomnikiem została Szkoła Podstawowa nr 7 im. gen. Karola Świerczewskiego w Czeladzi, której uroczyste otwarcie miało miejsce 26 lipca 1959 roku. Wybór właśnie tej lokalizacji nastąpił za sprawą inicjatywy Jerzego Ziętka, a pracami kierował Jerzy Galon z sosnowieckiego Przedsiębiorstwa Budownictwa Mieszkaniowego. Budowę obiektu rozpoczęto 26 października 1958 roku; jest to 15-salowa placówka z kuchnią, stołówką i świetlicą. 26 lipca 1959 r. otwarto na Śląsku 32 szkoły. Przy budowie placówki pracowali m.in. żołnierze Wojskowego Korpusu Górniczego. Jeden z nich, ówczesny dowódca plutonu Tadeusz Góras, wspominał po latach: 

Miałem świadomość, że robimy coś wielkiego. Polska była bardzo zniszczona. Dzieciaki uczyły się w naprawdę fatalnych warunkach. A my mogliśmy to zmienić. Byłem z tego dumny.

Pierwszą szkołą-pomnikiem w Warszawie zostało XVII Liceum Ogólnokształcące z Oddziałami Dwujęzycznymi im. Andrzeja Frycza Modrzewskiego, pod które kamień węgielny został wmurowany 9 marca 1959 roku, oddane do użytku 28 czerwca 1960 roku.
W Krakowie pierwszą „tysiąclatkę”, X Liceum Ogólnokształcące im. KEN, o nowatorskiej, klastrowej organizacji klas lekcyjnych, otwarto 20 lipca 1963.
3 września 1965 r. otwarta została tysięczna szkoła-pomnik w Polsce i 47. w Warszawie – szkoła im. Hugona Kołłątaja przy ul. Ożarowskiej. 

Większość z 1417 szkół zbudowanych w ramach tej akcji była zrealizowana według jednego z kilku standardowych projektów (na ogół jako 2- albo 3-kondygnacyjne pawilony), dostosowywanych do warunków lokalnych. Budynki były stawiane z prefabrykowanych fragmentów ścian i stropów, które powstawały na placach budowy. Jeden z projektantów, Tadeusz Binek, wspominał po latach: 

Wtedy najważniejsze było, by szkoły szybko powstawały. Miały być tanie i funkcjonalne. Teraz wiele osób zarzuca, że są brzydkie. W końcu to nie miały być pałace. Przynajmniej jak się na nie patrzy, nikt nie ma wątpliwości, że to szkoły.

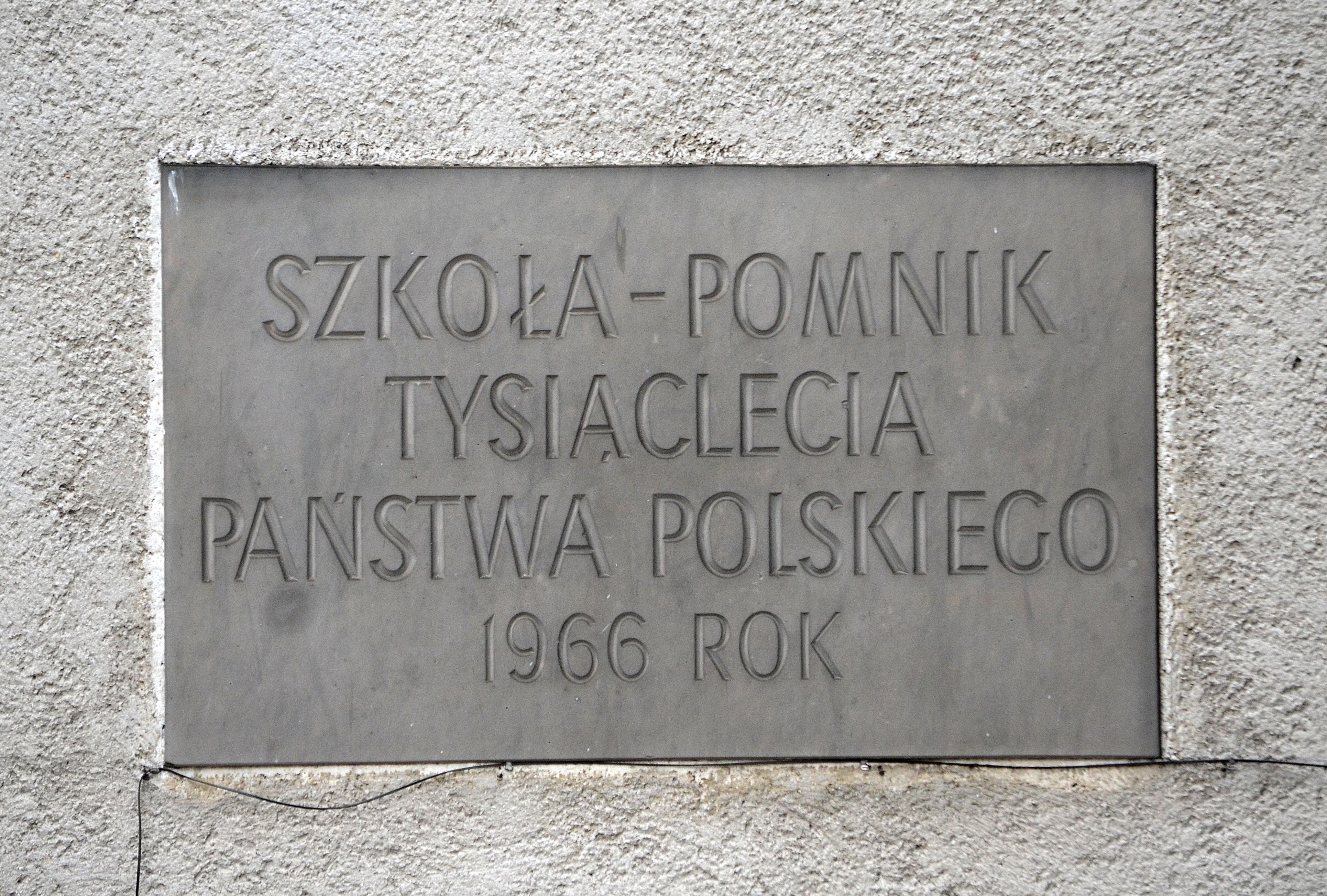
Tablica pamiątkowa, szkoła przy ul. Śliskiej 5 w Warszawie

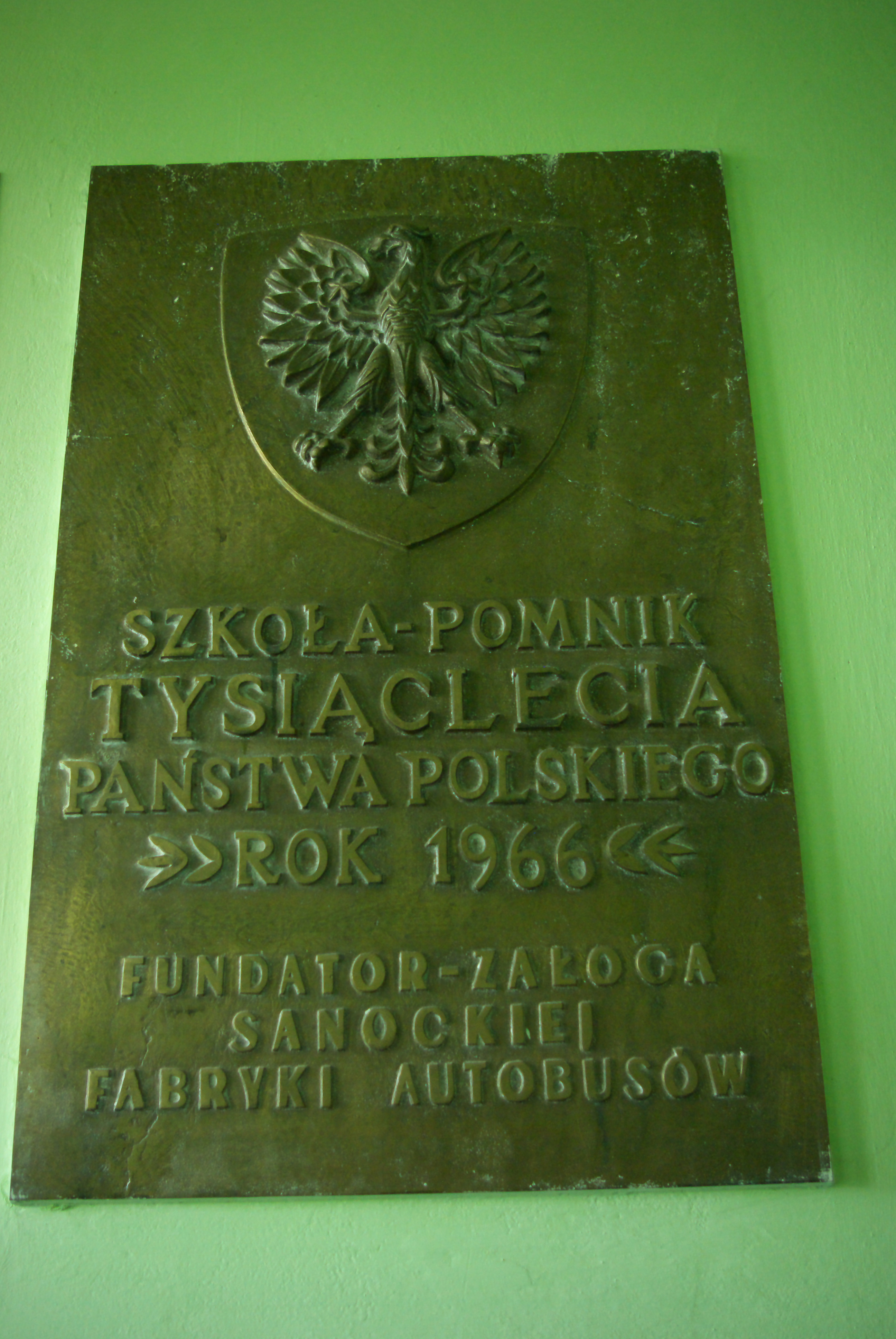
Tablica pamiątkowa w SP nr 2 w Sanoku

Jako setna szkoła-pomnik na Rzeszowszczyźnie powstał obiekt przy ulicy Rymanowskiej w Sanoku (SP nr 2), ufundowany przez załogę Sanockiej Fabryki Autobusów „Autosan”, która dobrowolnie opodatkowała się na ten cel w wysokości 0,5% od miesięcznego wynagrodzenia. Powstawały także bardziej ambitne realizacje, np. 15-klasowej Szkoły Podstawowej nr 71 im. Leona Kruczkowskiego we Wrocławiu przy skrzyżowaniu ulic Podwale i Hugona Kołłątaja (budynek szkoły przy ulicy Podwale 57), zaprojektowanej przez inż. arch. Jadwigę Grabowską-Hawrylak; kamień węgielny pod nią wmurowano 12 kwietnia 1959 roku, a budowę ukończono w 1960 roku (jej architektura wyróżnia się pochylnią dla wszystkich uczniów, także niepełnosprawnych, nietypowymi oknami i kolorystyką, ulokowaniem budynku przy zielonym skwerze, a nie przy ulicy, co stanowi wyraźną barierę od ruchu ulicznego, pozostawieniem wielu starych drzew na terenie założenia). W związku z zimną wojną, trwającą wówczas pomiędzy krajami bloku wschodniego a krajami zachodnimi, część szkół posiadała schrony przeciwlotnicze. Pod Szkołą Podstawową nr 14 w Przemyślu znajduje się tzw. Schron Kierowania Obroną Cywilną. Przeznaczeniem tych budynków, uwzględnianym podczas projektowania, było również użycie ich w razie wojny w charakterze szpitali polowych. W pracach związanych z budową uczestniczyli także ochotnicy a część środków finansowych pochodziła ze społecznych składek wpłacanych przez zakłady pracy, kopalnie i osoby prywatne. Do końca 1965 r. na specjalnym koncie zebrano 8,5 mld zł; wpłat dokonywała też Polonia – z jej składek zebrano 210 tys. dolarów.
Wspierając wyposażanie nowych szkół, w 1966 tygodnik „Polityka” zorganizował wśród swoich czytelników akcję zbierania książek dla tych bibliotek szkolnych.

## Architektura szkół tysiąclecia
Perspektywa intensywnych inwestycji w gmachy szkolne skłoniła władze do przeanalizowania ładu architektonicznego budynków oświatowych oraz wprowadzenia innowacji. W dużej mierze wynikało to z konieczności oszczędnego gospodarowania środkami na inwestycje.
Większość szkół tysiąclecia powstała wedle założeń architektury modernistycznej, która nie była wcześniej stosowana w Polsce tak powszechnie. W wielu miejscowościach szkoły te były pierwszymi budynkami w tym stylu. Nowe gmachy szkolne wyróżniały się płaskimi dachami, dobrze oświetlonymi pomieszczeniami oraz wyraźnie zaakcentowaną przestrzenią do rekreacji poza budynkiem. Zdecydowano się także na zastosowanie nowych materiałów. Na przykład z myślą o oszczędnościach zrezygnowano z drewnianych podłóg na rzecz zamienników z tworzyw sztucznych. Punktem odniesienia dla tej nowej architektury szkolnej w dużej mierze były innowacje architektoniczne wprowadzane wówczas w Zachodniej Europie. Budowa szkół tysiąclecia była także poligonem doświadczalnym dla masowego zastosowania projektów typowych. W większości wypadków szkoły te powstawały na podstawie jednego z kilkudziesięciu zatwierdzonych projektów, dostosowywanych jedynie do warunków danej działki. Przeważająca większość szkół z lat 60. była realizacjami typowymi dla państwa socjalistycznego, o skromnym i prostym wyrazie, co spotkało się z krytyką społeczeństwa.
Wśród architektury szkół typowych są wyjątki. Na przykład w Warszawie budynek Liceum im. Jose Marti przy ulicy Leopolda Staffa 111, autorstwa Jana Zdanowicza (1961), zapewnił uczniom wielkie przeszklenia i tarasy rekreacyjne na dachach płaskich nieznane w polskich szkołach. W Krakowie w budynku X LO im. KEN (autorzy projektu: Zbigniew Gądek i inni, 1959) pomieszczenia klasowe nowatorsko zintegrowano w klastry z pomieszczeniami szatni i sanitariatami, a modernistyczną bryłę dopasowano do kształtu niewielkiej działki w centrum miasta. Do nietypowych szkół tysiąclecia w Polsce należy także Szkoła Rzemiosł przy ulicy Felińskiego 13 na Żoliborzu w Warszawie (1968), która wyróżnia się rozwiązaniami architektonicznymi, takimi jak bogate zastosowanie mozaik i malarstwa ściennego autorstwa artysty plastyka Gabriela Rechowicza, nietypowa czarno-biała kolorystyka okien zamiast samej bieli powiększająca optycznie ich przeszklenia, budynek ma atrium pełne zieleni wewnątrz oraz został wyposażony w balkon (wówczas nie stosowano ich w szkołach), który w swojej dynamicznej formie wystaje z fasady jak szuflada i został ozdobiony kolorową mozaiką przypominającą kosmos.
Szkoła przy ul. Piaseczyńskiej 114/116 w Warszawie, zaprojektowana przez Zofię Fafius, Tadeusza Węglarskiego i Adolfa Derentowicza na osiedlu Dolna-Sobieskiego otrzymała tytuł Mistera Warszawy 1967 w konkursie architektonicznym organizowanym przez dziennik „Życie Warszawy”.

## Paramilitarne przeznaczenie nowych szkół
W trakcie prowadzenia akcji budowy szkół zaczęły pojawiać się plotki o ich zastosowaniu na wypadek wojny. Ich źródłem były najprawdopodobniej doświadczenia z czasów II wojny światowej i okresu tuż po wojnie. Wiele budynków szkolnych zostało wówczas przemienionych na prowizoryczne koszary albo magazyny wojskowe.
W przypadku szkół budowanych w latach sześćdziesiątych plotki te mają jednak potwierdzenie. W roku 1957 Ministerstwo Oświaty porozumiewało się z Departamentem Wojskowym Ministerstwa Zdrowia w celu „zwiększenia liczby szkół, które miałyby być wykorzystane na prowizoryczne szpitale”. Efektem tej współpracy było stworzenie szczegółowej instrukcji, która dotyczyła uzgodnionych obiektów szkolnych. Ustalone są w niej takie szczegóły, jak szerokość drzwi dostosowana do noszy, dostęp do umywalek w prowizorycznych salach operacyjnych, lub dostęp do instalacji umożliwiający podłączenie aparatu rentgenowskiego. Ustalenia te nie odnoszą się jednak wyłącznie do szkół tysiąclecia, ale do wszystkich gmachów szkolnych, które były budowane w tamtym okresie.

## Galeria szkół

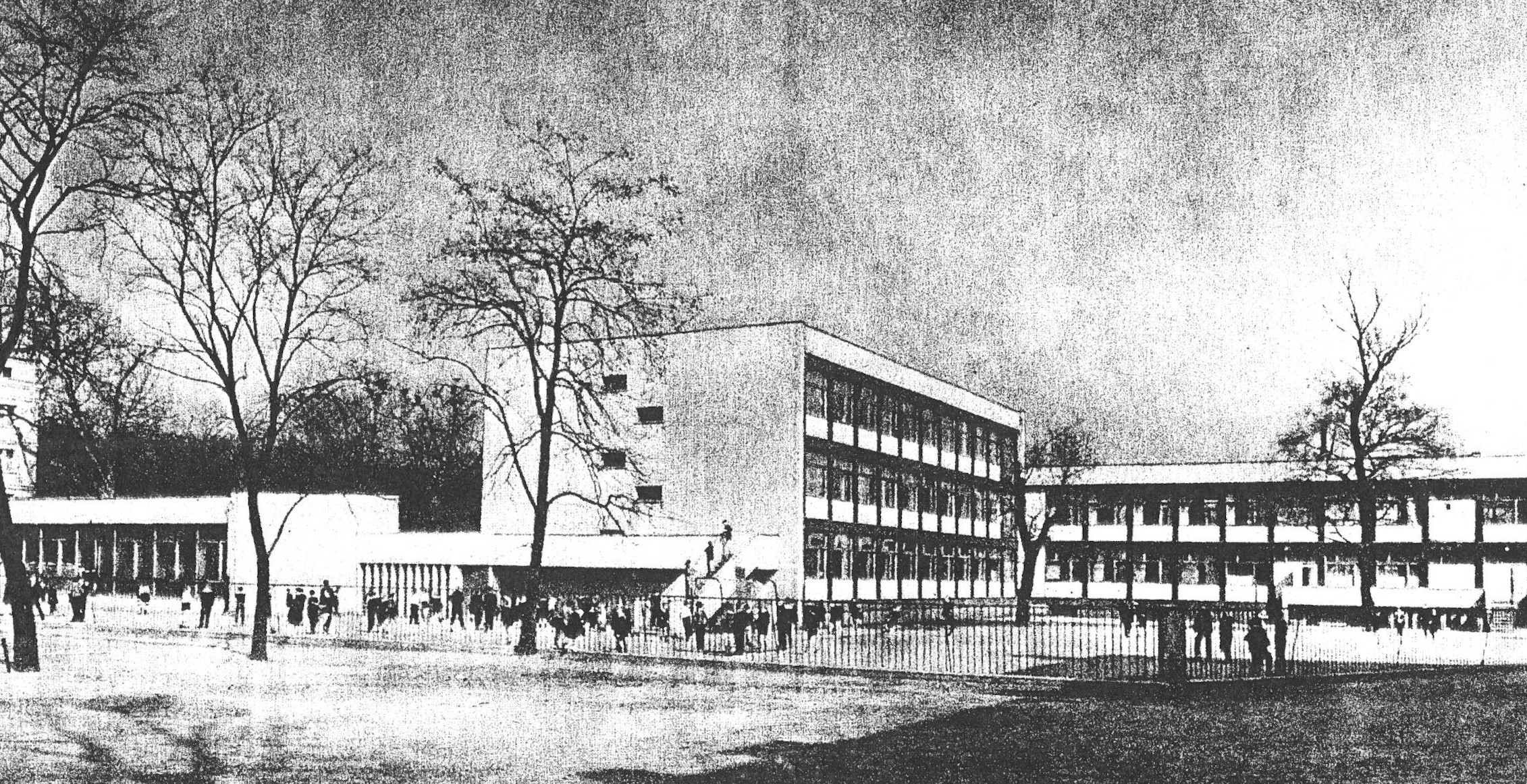
Szkoła Podstawowa nr 71 im. Leona Kruczkowskiego we Wrocławiu, proj. Jadwigi Grabowskiej-Hawrylak[b]
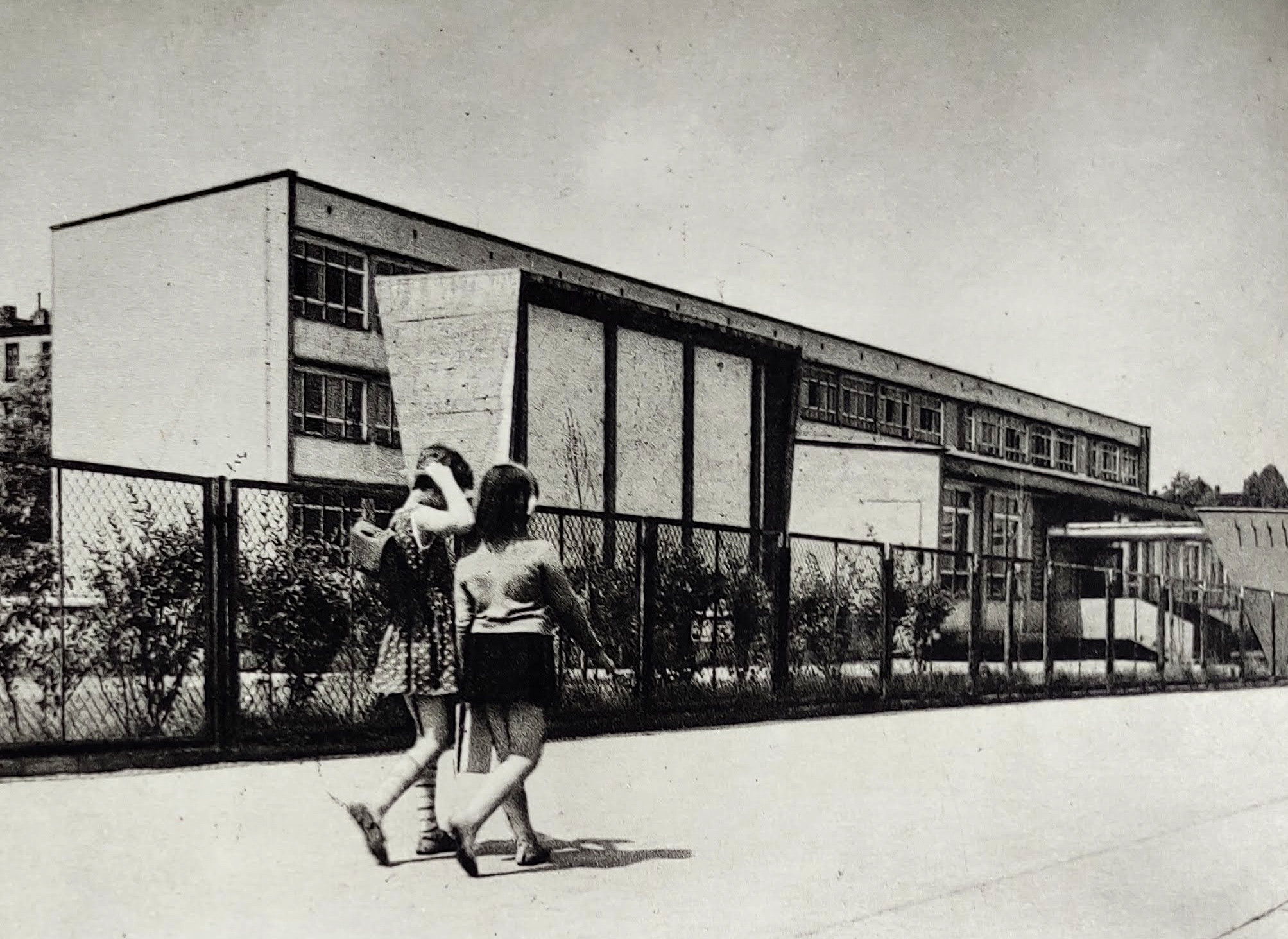
Szkoła Podstawowa nr 84 im. Obrońców Pokoju we Wrocławiu, proj. Zenona Prętczyńskiego
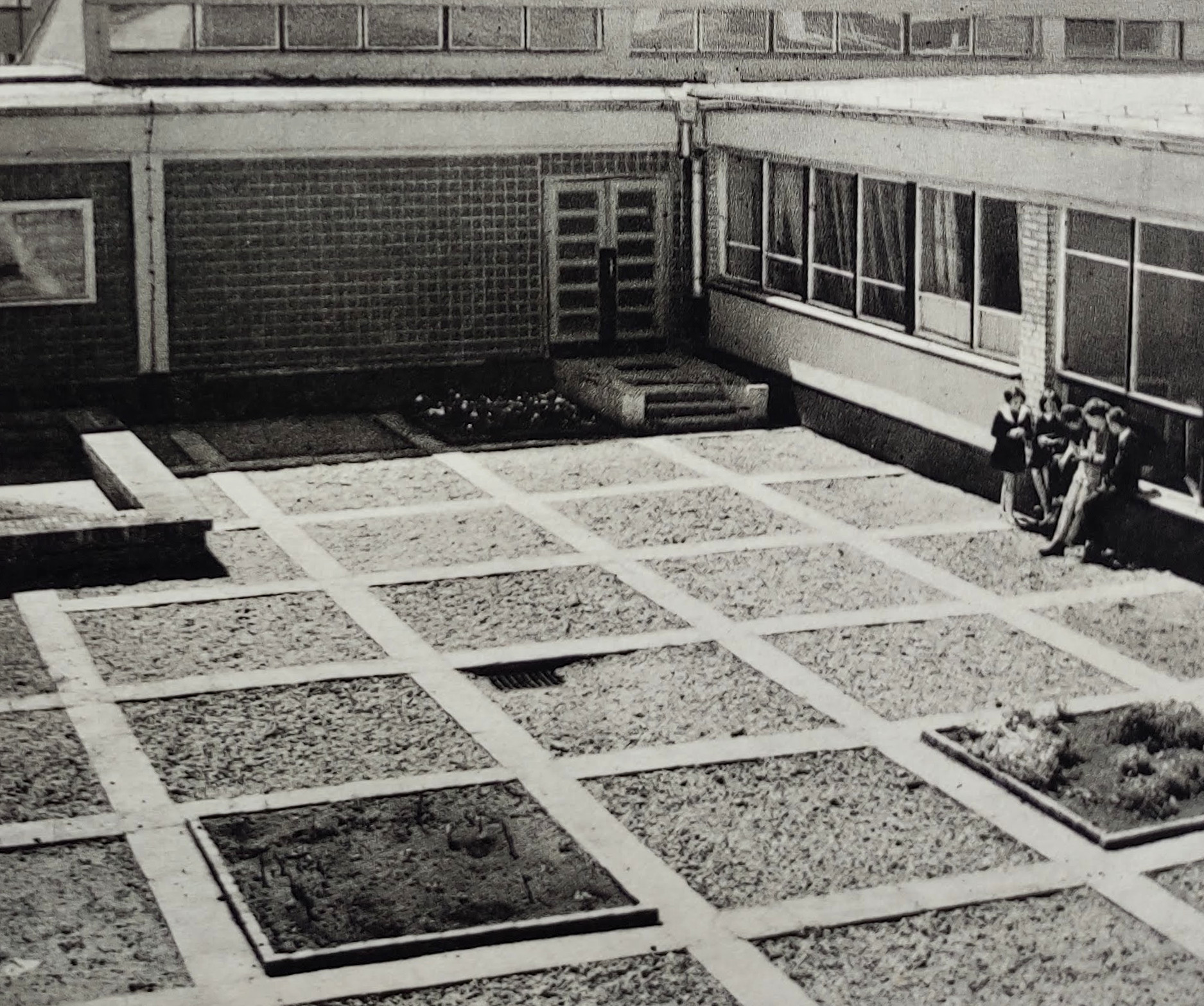
Szkoła Podstawowa nr 82. im. Budowniczych Wrocławia przy ul. Blacharskiej we Wrocławiu, proj. Marka Dziekońskiego
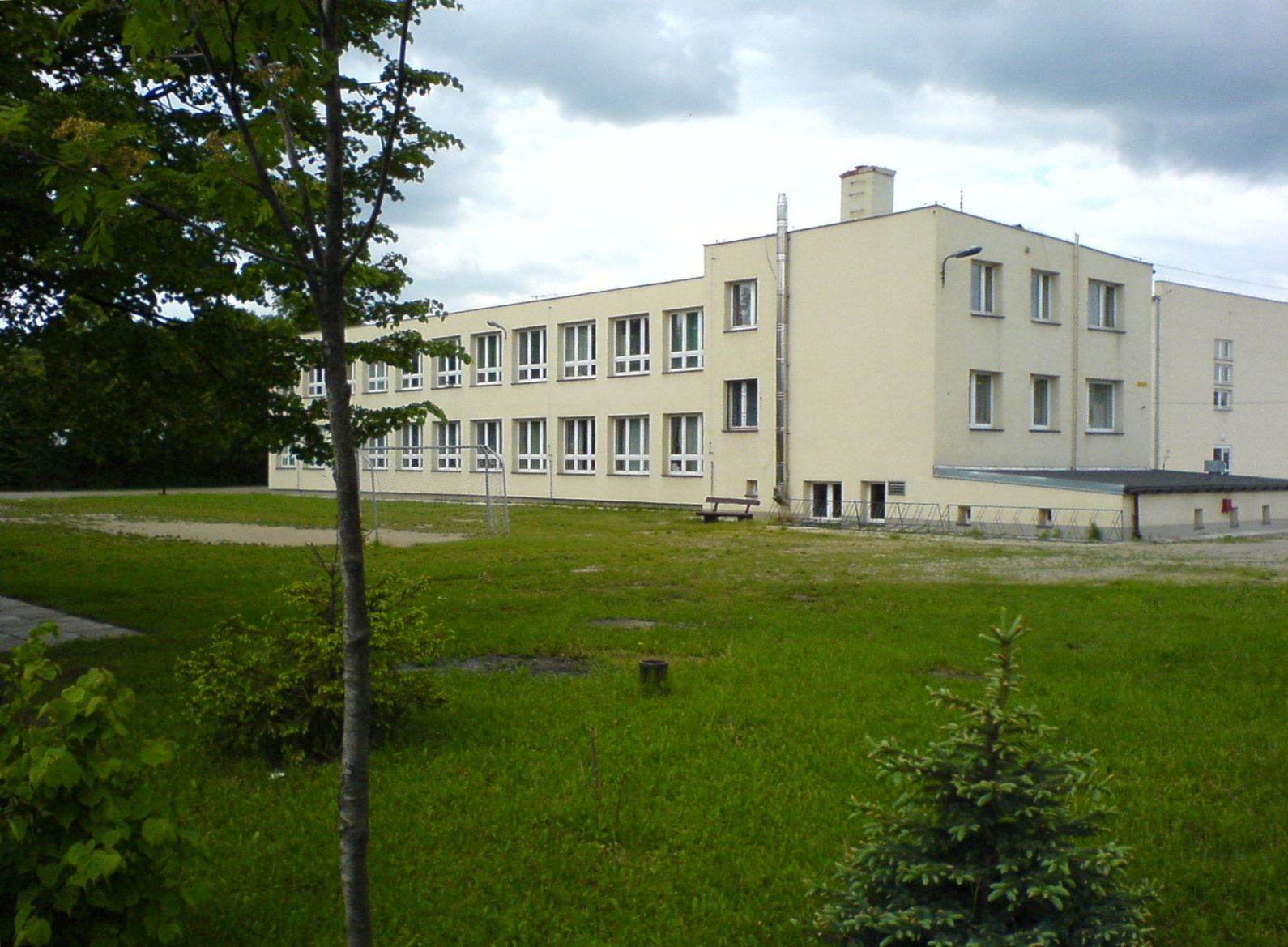
Szkoła-pomnik w Szczawinie Przykościelnym
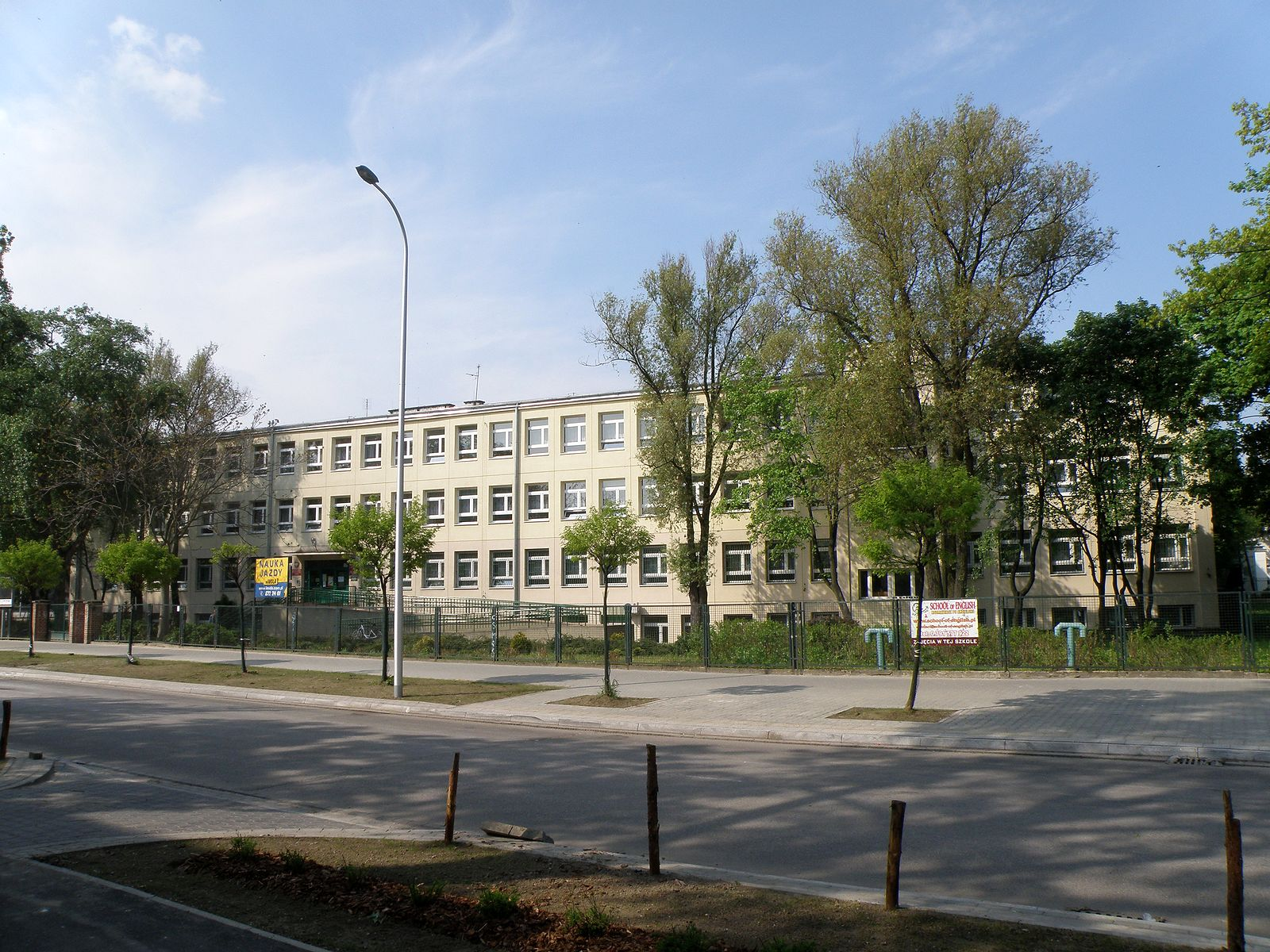
Zespół Szkół Integracyjnych nr 71 im. Edmunda Bojanowskiego w Warszawie
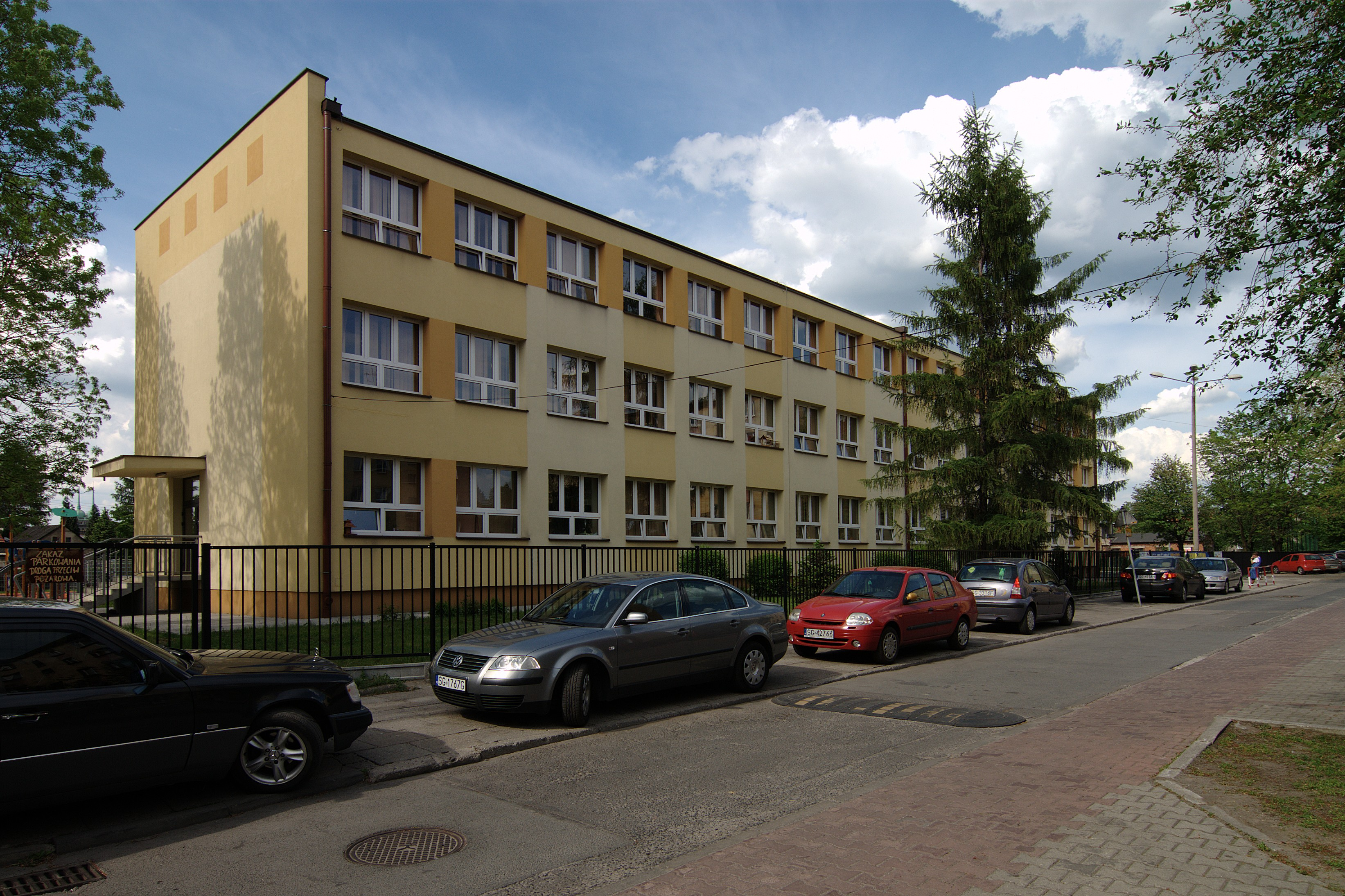
Szkoła Podstawowa nr 14 im. Stefana Żeromskiego w Gliwicach (ul. Jedności)
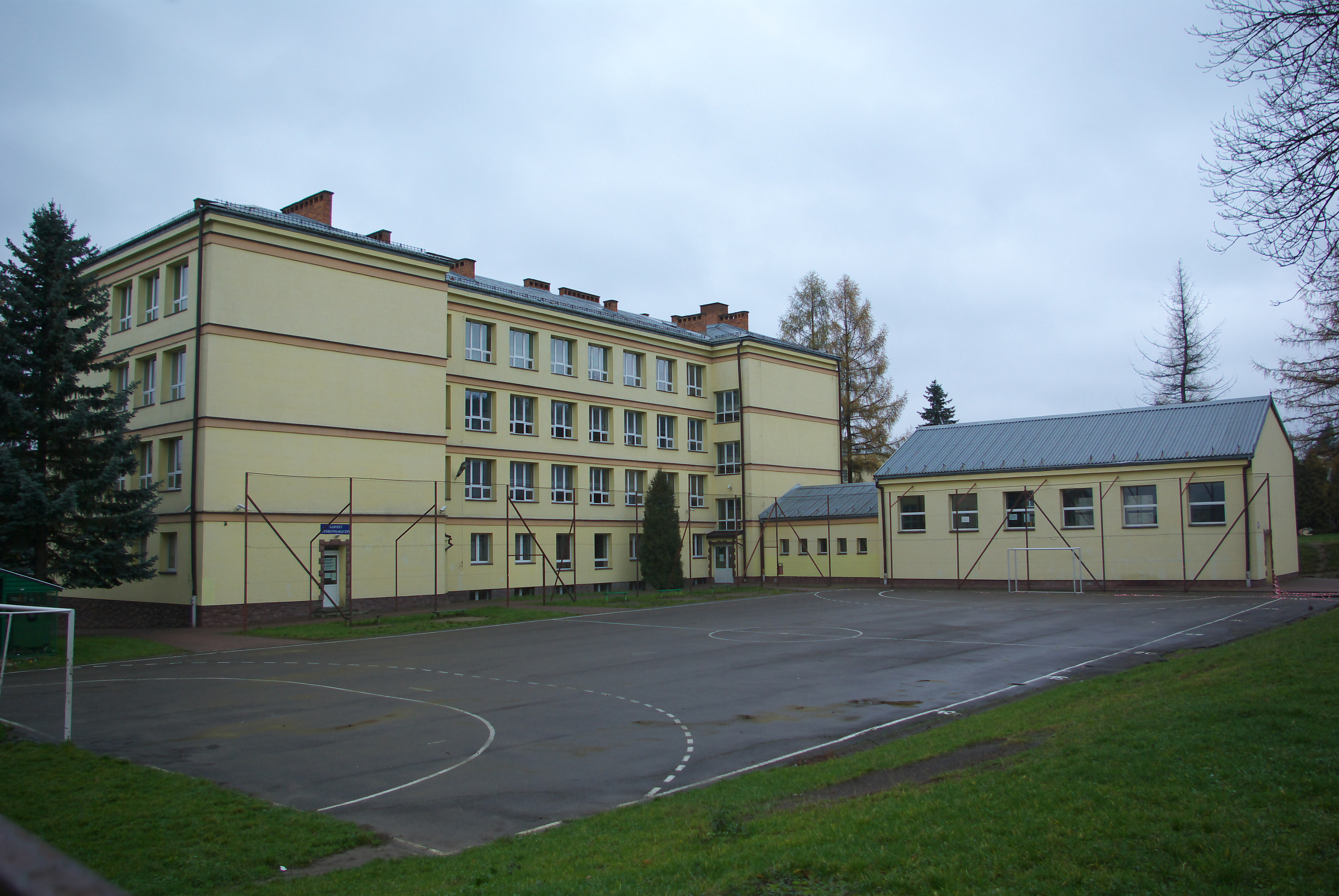
Szkoła Podstawowa nr 2 im. Św. Kingi w Sanoku (ul. Rymanowska)
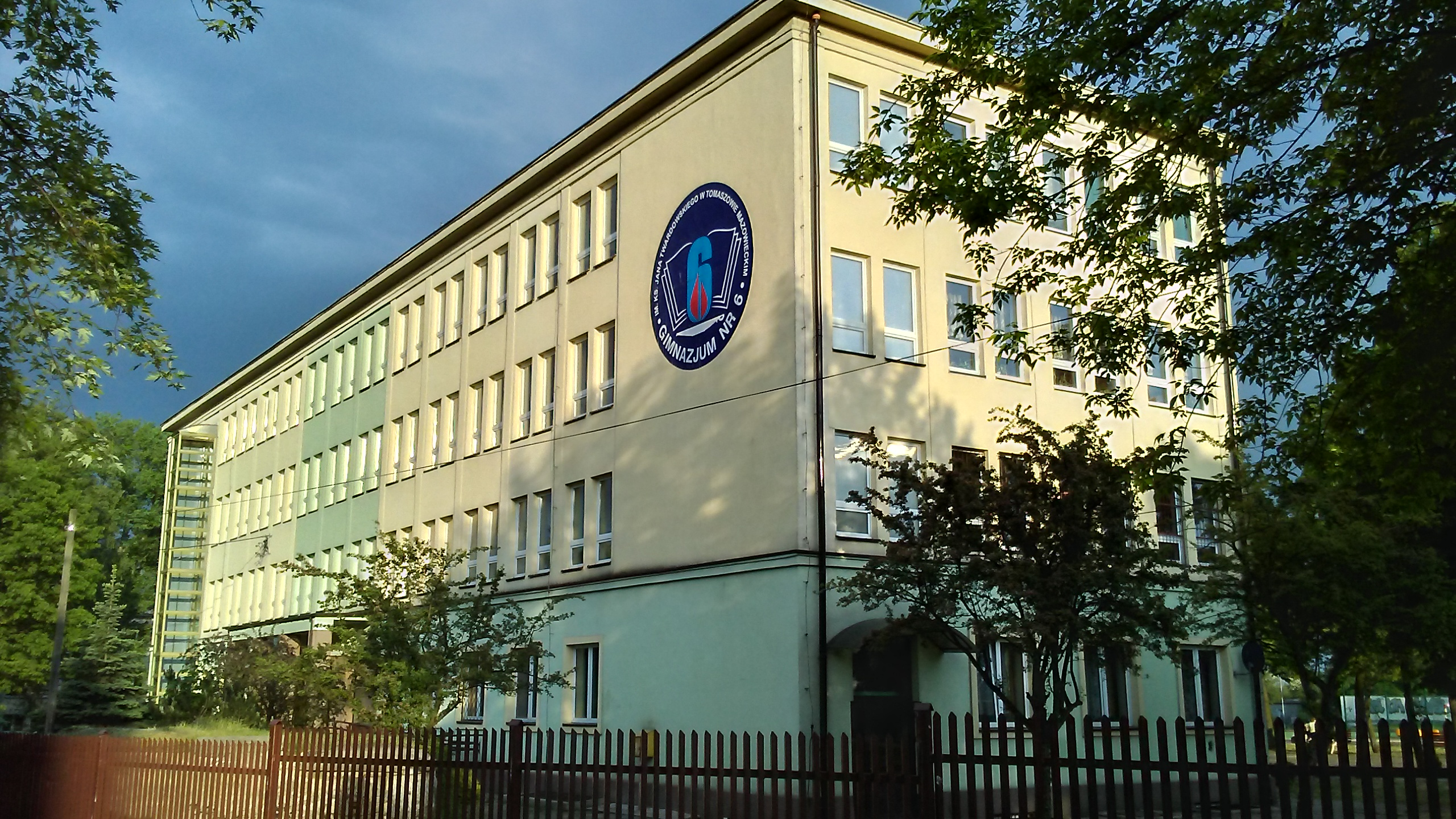
Byłe Gimnazjum nr 6 w Tomaszowie Mazowieckim. W czasach PRL Szkoła Podstawowa nr 9.
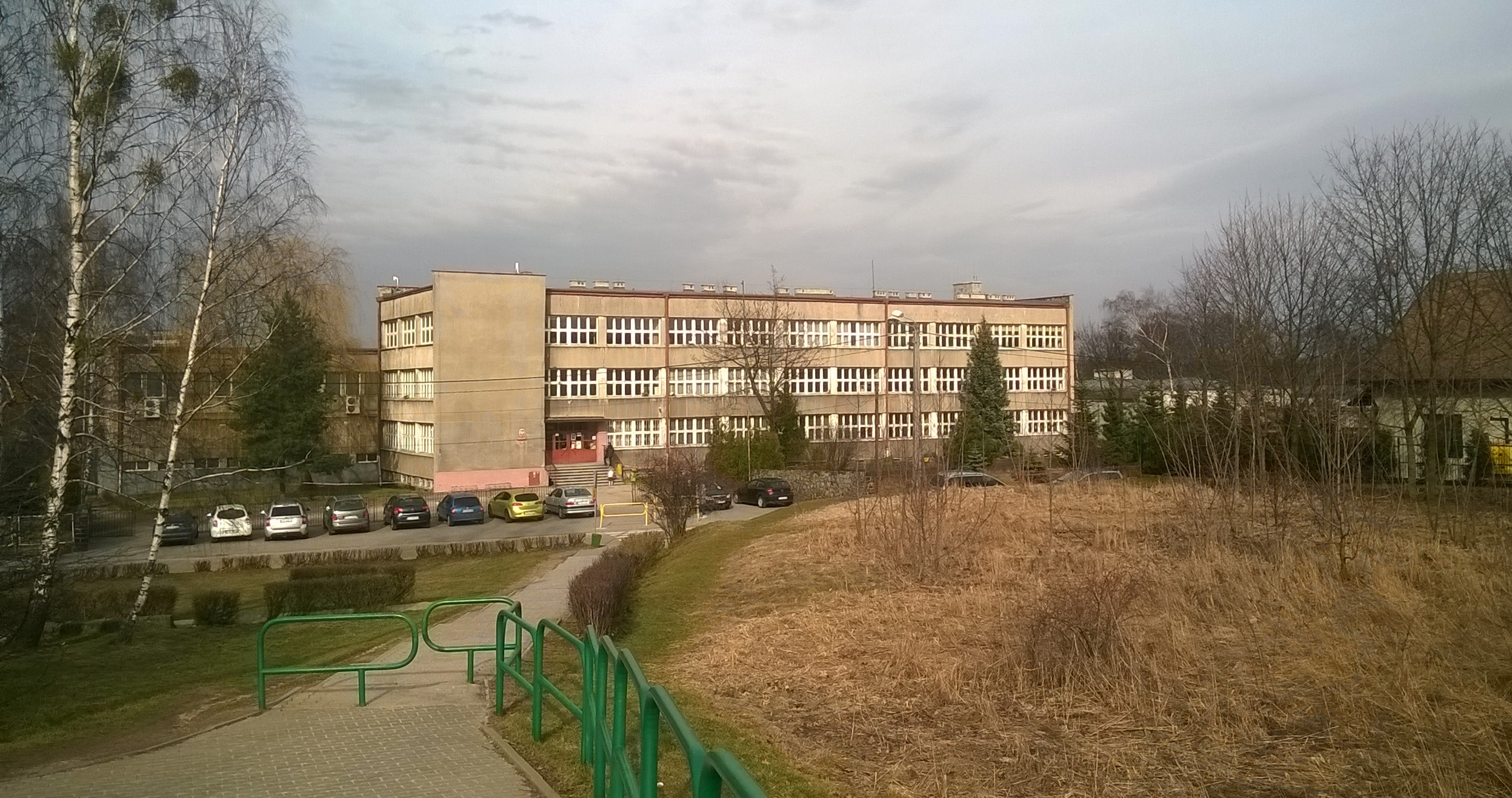
Szkoła Podstawowa nr 10 w Tarnowskich Górach (ul. J. Kochanowskiego 15)
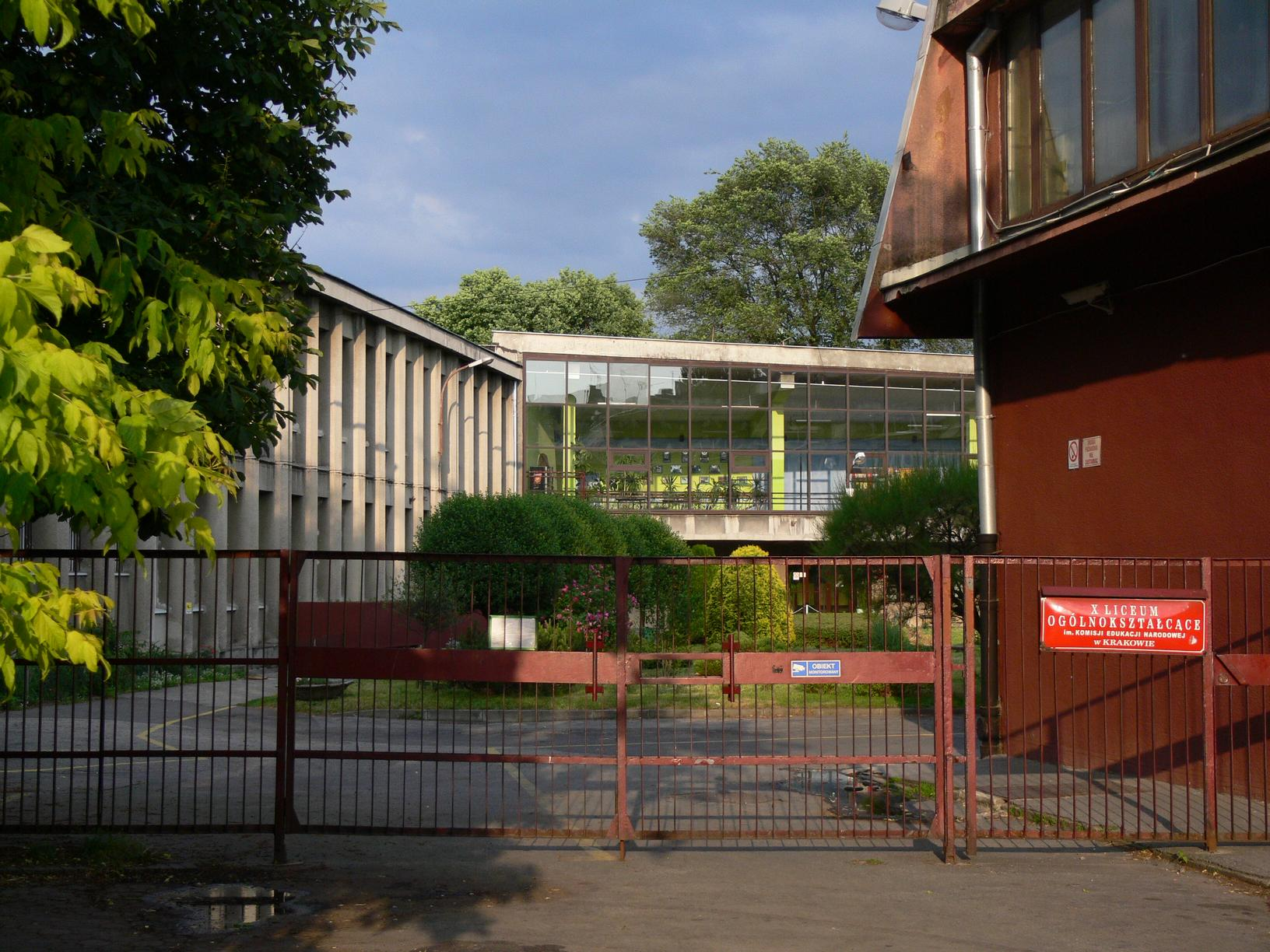
X LO im. KEN, Kraków; Bryłę wpasowano w niewielką dostępną posesję wśród istniejących zabudowań
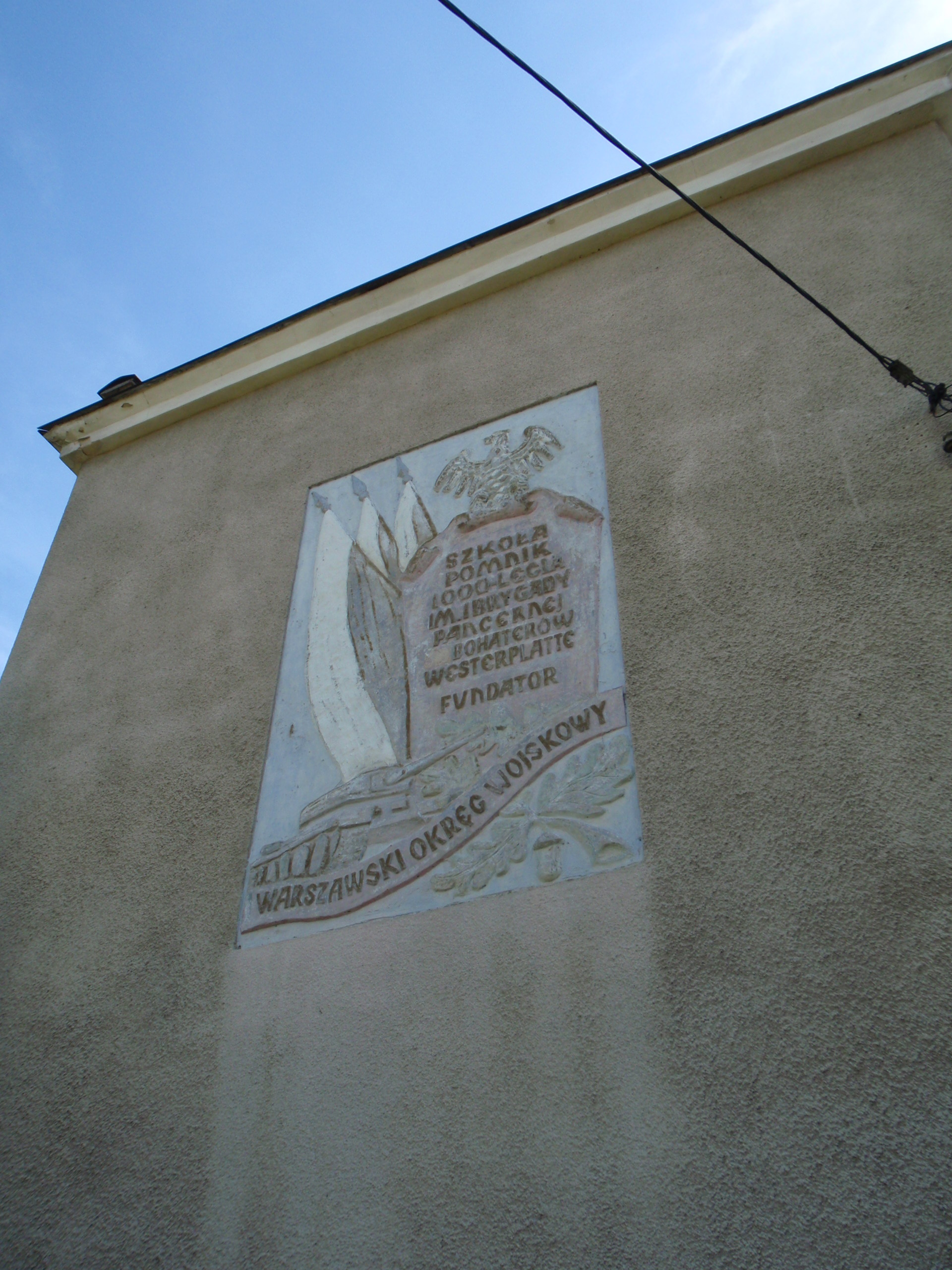
Napis na szkole w Studziankach Pancernych
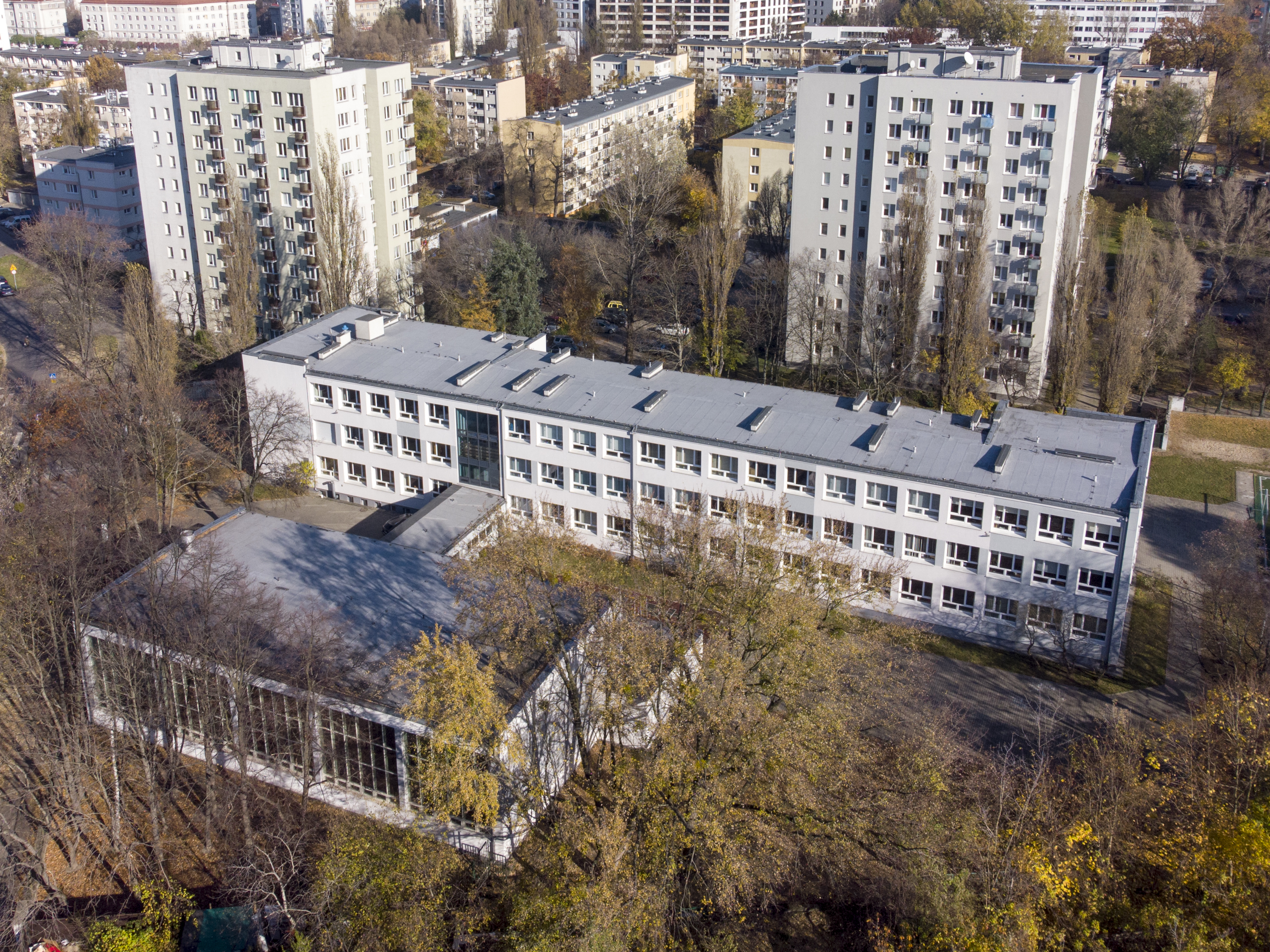
Szkoła przy ul. Piaseczyńskiej 114/116 w Warszawie, która uzyskała tytuł Mistera Warszawy 1967